# Militär-Verdienstmedaille (Lippe)
Diese Militär-Verdienstmedaille wurde am 16. Mai 1832 durch Fürst Paul Alexander Leopold II. zur Lippe gestiftet und zunächst fast ausnahmslos nur an Offiziere verliehen. Am 25. Oktober 1908 erfolgte die Stiftung der Medaille mit silbernen Schwertern auf dem Band. Sie war nun auch für Mannschaften und Unteroffiziere zugänglich. 

## Aussehen
Die Medaille besteht aus Bronze und zeigt mittig die verschlungenen Initialen PAL (Paul Alexander Leopold), die von einer Fürstenkrone überragt werden. Unter den Initialen umlaufend im Halbkreis DEM MILITAIR-VERDIENSTE. Außen am Rand ein unten mit einer Schleife gebundener Eichenkranz. Rückseitig ist die Lippische Rose zu sehen, die von einem Lorbeerkranz umgeben ist.
Ab 17. Dezember 1914 wurden der Militär-Verdienstmedaille zwei gekreuzte Schwerter auf der Vorderseite der Medaille im Eichenkranz hinzugefügt.
Das Ordensband ist ponceaurot mit goldgelben Randstreifen.
Mit der Abdankung des Fürsten Leopold IV. am 11. November 1918 wurde der Orden nicht mehr verliehen.